# Pablo Juantegui
Pablo Juantegui Azpilicueta (San Sebastián, 6 de septiembre de 1961) es Licenciado en Ciencias Económicas y presidente ejecutivo de Telepizza desde noviembre del 2009.

## Biografía
Pablo Juantegui es licenciado en Económicas por el Colegio Universitario de Estudios Financieros (CUNEF), centro adscrito a la Universidad Complutense de Madrid. Posteriormente cursó un MBA en el Instituto de Empresa, siendo el número uno de su promoción.
Comenzó su carrera laboral en IBM en 1985. Entre 1988 y 1994 ejerció como director financiero y director comercial en Mars. Desde entonces pasó por diferentes posiciones directivas en Coors Brewing para después convertirse en director general de las bodegas González Byass, desde 1999 hasta abril de 2001.
Entre 2001 y 2004 trabajó como consejero delegado en Telefónica Publicidad e Información (TPI, ahora Now Yell Publicidad). Tras finalizar su trayectoria en TPI, fue nombrado consejero delegado en Sanitas hasta diciembre de 2008. En mayo de ese mismo año fue elegido managing director en Bupa. 
En noviembre de 2009 fue nombrado CEO de Telepizza y en 2016, presidente de la compañía.